# Vilaflor de Chasna
Vilaflor de Chasna er en by og kommune i det sydvestlige Spanien på øen Tenerife i provinsen Santa Cruz de Tenerife, De Kanariske Øer. Den har et indbyggertal på 1.871 (2024) indbyggere.
Pedro de Betancur, den første helgen på De Kanariske Øer, blev født i Vilaflor.